# Brigitte Menzel
Brigitte Menzel (* 29. Oktober 1930 in Berlin; † 6. März 1998 in Hannover) war eine deutsche Ethnologin. Sie galt als eine der wenigen Expertinnen auf dem Gebiet afrikanischer Textilien.

## Leben
Menzel absolvierte 1949 ihr Abitur und begann dann eine Lehre in der Landwirtschaft. 1950 begann sie ein Studium der Völkerkunde an der Freien Universität Berlin. 1951 wechselte sie nach Hamburg und studierte dort Anthropologie im Hauptstudium mit den Nebenfächern Deutsche Volkskunde und Phonetik. Anschließend wurde sie mit der Dissertation „Deformierender Gesichtsschmuck bei Naturvölkern in Süd-Amerika“ bei Franz Termer promoviert. Ab 1957 arbeitete sie dann als wissenschaftliche Volontärin am Staatlichen Museum für Völkerkunde (heute Ethnologisches Museum) in Berlin und wurde 1959 wissenschaftliche Mitarbeiterin in der Afrika-Abteilung. Sie spezialisierte sich in den folgenden Jahren vor allem auf die Dokumentation und Veröffentlichung der Sammlung des Museums. So veröffentlichte sie drei Bände zu Textilien aus Westafrika. Außerdem setzte sie sich für eine kindgerechte Museumspädagogik ein und schuf auch eine Möglichkeit der Beteiligung für blinde Besucher. Menzel arbeitete in dieser Zeit auch als Dozentin am Institut für soziale und kulturelle Völkerkunde der Freien Universität.
Immer wieder reiste Menzel auch zu Forschungsaufenthalten nach Afrika. 1961/62 war sie mit dem Leiter der Afrika-Abteilung Kurt Krieger in Nord-Nigeria, von wo die beiden zahlreiche Gegenstände, Fotos und Tonaufnahmen mitbrachten. Von 1972 bis 1974 war Menzel in Ghana. Nach ihrer Rückkehr wurde sie 1974 Leiterin des Deutschen Textilmuseums in Krefeld und baute hier eine Sammlung afrikanischer Textilien auf. Außerdem lehrte sie am Fachbereich für Anthropologie und Afrikanische Studien an der Johannes Gutenberg-Universität in Mainz. 1979 ging Menzel erneut nach Afrika, wo sie in den folgenden Jahren in Mali für Hilfsprojekte arbeitete.
Ihr wissenschaftlicher Nachlass befindet sich im Reichsmuseum für Völkerkunde in Leiden.

## Schriften
- Textilien aus Westafrika. (3 Bände) Museum für Völkerkunde, Berlin
- Deformierender Gesichtsschmuck bei Naturvölkern in Süd-Amerika. Dissertation, Hamburg, 1955
- Textil-Handwerk in Nord-Nigeria. Museum für Völkerkunde, Berlin 1966
- Grünstein und Elfenbein. Museum für Völkerkunde, Berlin [um 1966]
- Goldgewichte aus Ghana. Museum für Völkerkunde, Berlin 1968